# Le Panda du harcèlement sexuel
Le Panda du harcèlement sexuel (Sexual Harassment Panda en version originale) est le sixième épisode de la troisième saison de la série animée South Park, ainsi que le 37e épisode de l'émission.

## Synopsis
Un homme déguisé en panda, venu dans la classe de Stan et de ses amis expliquer le principe du harcèlement sexuel et encourager sa dénonciation, déclenche une folie des procès à South Park. En effet, voyant que chaque victoire à un tel procès rapporte énormément, de plus en plus d'habitants s'y intéressent.

## Mort de Kenny
Le faucon qui recommande de ne pas tenir un aimant près d'un ventilateur en marche se sert de Kenny comme exemple en lui donnant un aimant et en allumant un gigantesque ventilateur. Kenny est alors attiré par les pales et découpé en morceaux.